# Centralna Szkoła Partyjna KPCh
Centralna Szkoła Partyjna Komunistycznej Partii Chin (chiń. 中共中央党校; pinyin Zhōnggòng zhōngyāng dǎngxiào), określana też Centralną Szkołą Partii – uczelnia Komitetu Centralnego Komunistycznej Partii Chin z siedzibą w Pekinie, jest instytucją która przygotowuje kadrowych funkcjonariuszy Komunistycznej Partii Chin.

## Historia
Szkoła partyjna została powołana w 1933 w Ruijin w prowincji Jiangxi jako Szkoła Komunistyczna im. Marksa (马克思共产主义学校). Zawieszono jej działania się, gdy Chińska Armia Ludowo-Wyzwoleńcza wyruszyła w Długi Marsz i odrodziła się ponownie, gdy w zimie 1936 przywódcy KPCh założyli bazę w prow. Shaanxi, w północno-zachodnich Chinach. Następnie została przemianowana na Centralną Szkołę Partyjną KPCh (中共中央党校). Po raz drugi Szkoła została zawieszona w 1947, kiedy KPCh wycofała się z Yan’an. Ponownie została otwarta w 1948 jako Kolegium im. Marksa i Lenina KC KPCh (中共中央马克思列宁学院) w wiosce w powiecie Pingshan w prowincji Hebei, zaś w 1949 została przeniesiona do Pekinu.
W 1955 przeprowadzono reorganizację szkoły, jednocześnie podporządkowując ją jako Centralną Szkołę Partyjną KC KPCh (中共中央直属高级党校), bezpośredniej jurysdykcji KC KPCh. Po raz trzeci Szkoła została zawieszona w 1966 podczas rewolucji kulturalnej, a następnie w 1977 przywrócona pod nazwą Centralnej Szkoły Partyjnej KPCh (中共中央党校).
Byłymi zwierzchnikami szkoły były czołowe osobistości kierownictwa KPCh, jak m.in. Mao Zedong (1942–1947), Liu Shaoqi (1948–1953), Hua Guofeng (1977–1982), Hu Jintao (1993–2002) i Xi Jinping (2007–2013).
Od 2012 szkoła ma możliwość nadawania tytułów magisterskich w 14 przedmiotowych dziedzinach oraz stopni doktorskich w 8 dyscyplinach.

## Podział organizacyjny
- Katedra Teorii Marksistowskiej
- Katedra Filozofii
- Katedra Ekonomii
- Katedra Naukowego Socjalizmu
- Katedra Nauk Politycznych i Prawa
- Katedra Historii KPCh.
- Katedra Rozwoju Partii
- Katedra Kultury i Historii
- Instytut Strategii Międzynarodowych

## Siedziba
Szkoła znajduje się teraz w pobliżu Starego Pałacu Letniego i Pałacu Letniego w pekińskiej dzielnicy Haidian, przy 100 Dayouzhuang Street.

## Publikacje własne
Uczelnia publikuje czasopismo teoretyczne Xuexi Shibao (学习时报).